# Марина ди Черветери (Рим)
Марина ди Черветери је насеље у Италији у округу Рим, региону Лацио.
Према процени из 2011. у насељу је живело 7720 становника. Насеље се налази на надморској висини од 14 м.